# بییانوئبا د گومیل
بییانوئبا د گومیل (به اسپانیایی: Villanueva de Gumiel) یک شهرستان در اسپانیا است که در استان بورگس واقع شده‌است.

## خصوصیات
بییانوئبا د گومیل ۲۲ کیلومترمربع مساحت و ۲۸۸ نفر جمعیت دارد.